# Moře Kosmonautů

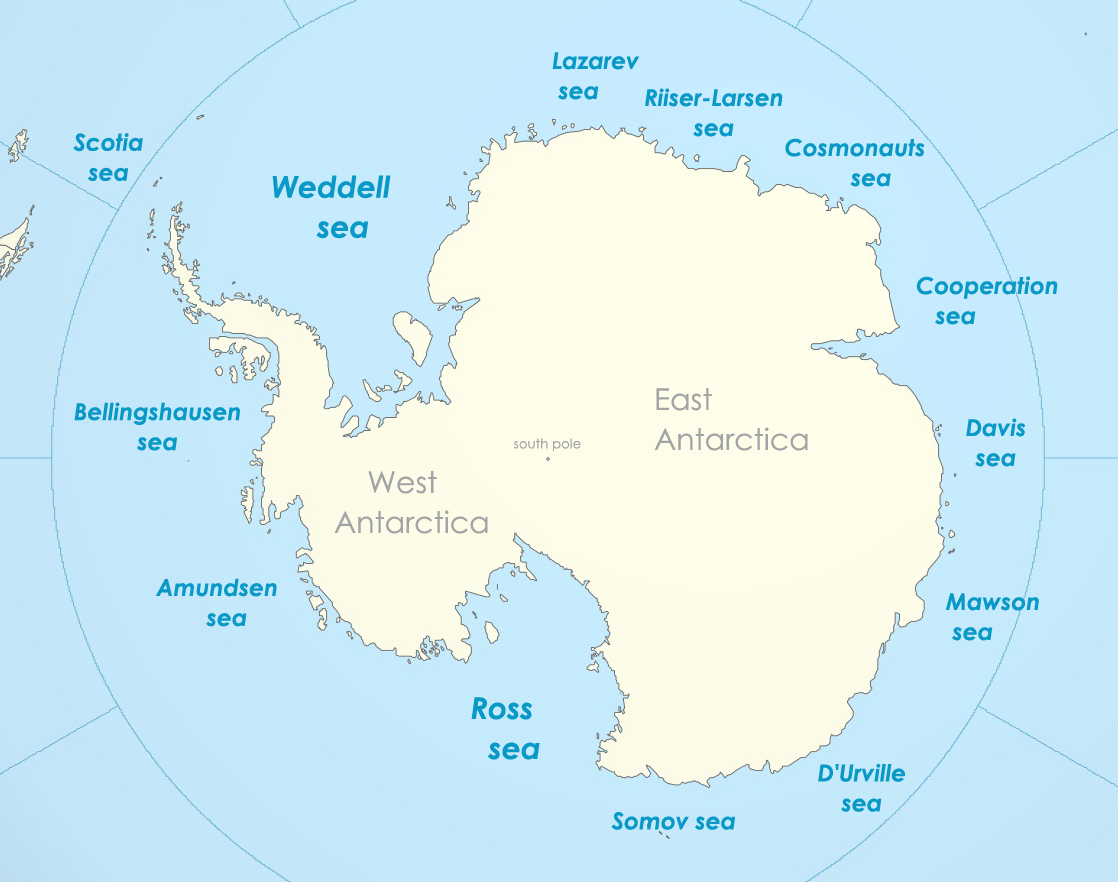
Mapa

Moře Kosmonautů je navrhovaný název pro okrajové moře Jižního oceánu (pro ty, kdo Jižní oceán neuznávají, leží v jižní části Indického oceánu). Omývá břehy Antarktidy mezi třicátým a padesátým stupněm východní délky. Má rozlohu 699 000 km² a maximální hloubku 4798 m. Na pobřeží moře leží Země královny Maud, na kterou si dělá nárok Norsko, a Enderbyho země, patřící do Australského antarktického teritoria. Na pobřeží Lützowova-Holmova zálivu se nachází antarktická oáza, v níž byly založeny polární stanice Moloděžnaja (Rusko) a Šówa (Japonsko). Ve vodách moře Kosmonautů leží souostroví Flatvaer.  
Navzdory silným mrazům, které trvají po většinu roku, se zde často objevují polynie, vytvářené silnými větry vanoucími od antarktické pevniny. Moře Kosmonautů a jeho pobřeží obývá řada živočišných druhů, např. tuleň Weddellův, tuleň krabožravý, tučňák císařský, buřňáček Wilsonův nebo chaluha antarktická.
Prvním člověkem, který moře navštívil, byl roku 1773 James Cook. Sovětská antarktická expedice navrhla v roce 1962 pojmenovat moře na počest prvních sovětských kosmonautů. Název se objevuje na některých mapách, zejména ruských, ale Mezinárodní hydrografická organizace ho nepřijala jako oficiální, stejně jako sousední Riiserovo-Larsenovo moře a moře Spolupráce. 